# Kanton Ribiers
Kanton Ribiers (fr. Canton de Ribiers) je francouzský kanton v departementu Hautes-Alpes v regionu Provence-Alpes-Côte d'Azur. Tvoří ho sedm obcí.

## Obce kantonu
- Antonaves
- Barret-sur-Méouge
- Châteauneuf-de-Chabre
- Éourres
- Ribiers
- Saint-Pierre-Avez
- Salérans